# Caserma Santa Barbara

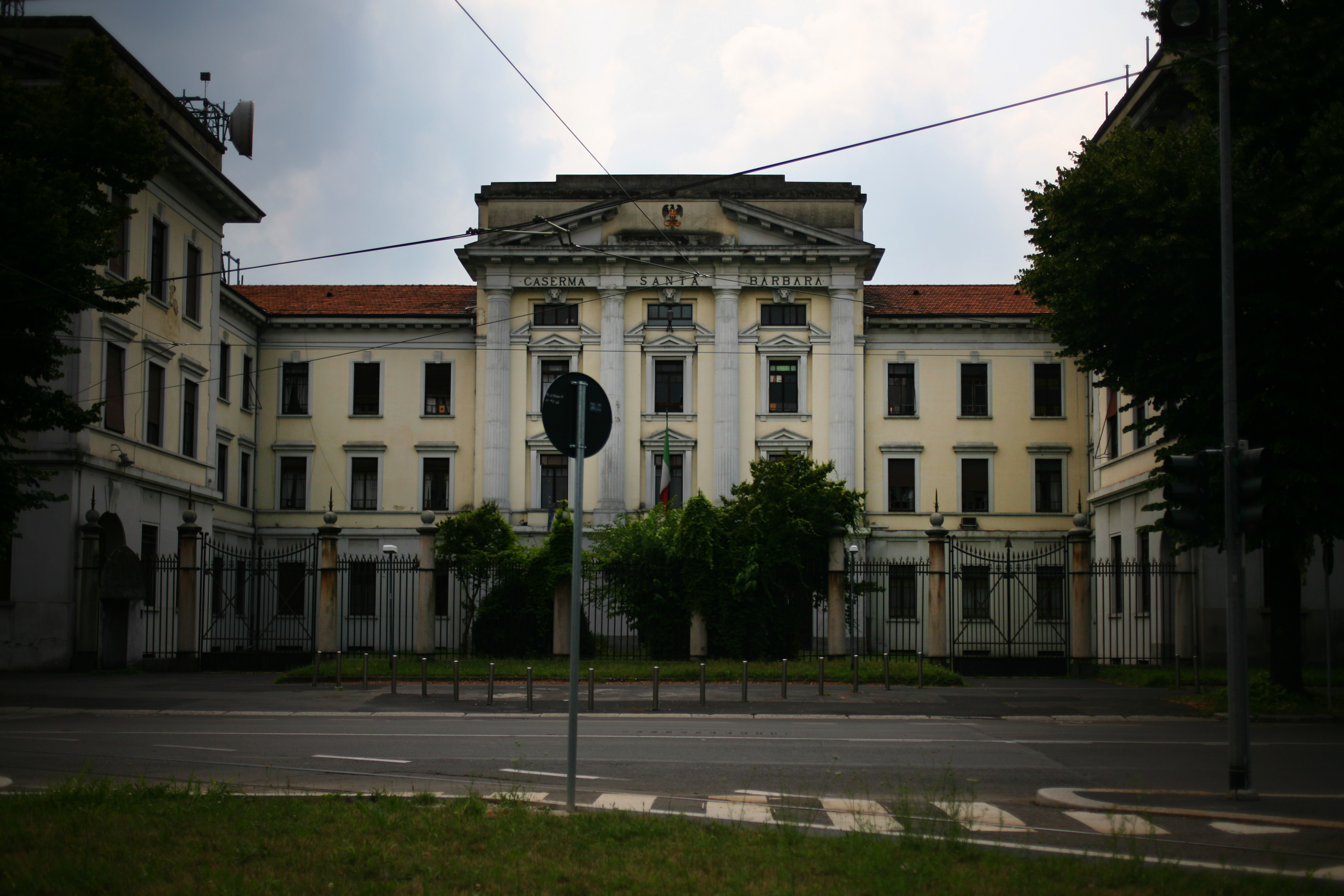
Haupteingang der Kaserne

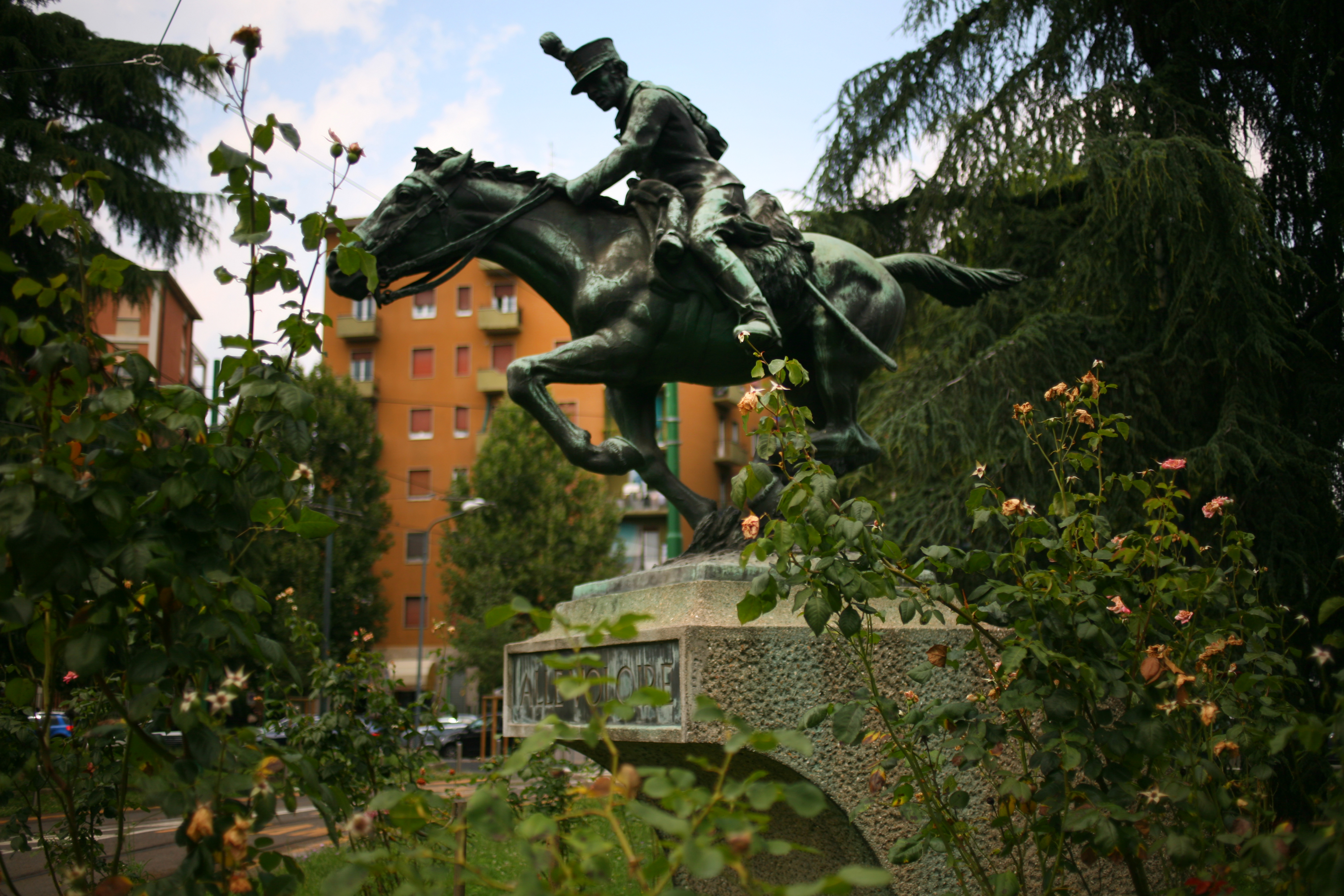
Voloire-Denkmal vor der Kaserne

Die Caserma Santa Barbara ist eine Artillerie-Kaserne des italienischen Heeres in Mailand. Sie befindet sich etwa fünf Kilometer westlich der Stadtmitte zwischen Stadtteilen Baggio und San Siro. Diese größte Kaserne der Stadt ist nach der Schutzpatronin der Artillerie, Barbara von Nikomedien, benannt.
In der Kaserne sind das 1. Fernmelderegiment und eine Traditionseinheit des Artillerieregiments zu Pferde Voloire untergebracht.

## Geschichte
Mit dem Bau der seinerzeit luxuriösen Kaserne wurde Ende der 1920er Jahre in einem Gebiet begonnen, dass damals noch vor den Toren der Stadt lag. Die Kaserne wurde 1931 von König Viktor Emanuel III. ihrer Bestimmung übergeben. Bis 1946 war sie nach Prinz Eugen von Savoyen benannt, dann erhielt sie wegen der Abschaffung der Monarchie (Haus Savoyen) ihren heutigen Namen.
Die Kaserne war mit ihrer Reitbahn und einer Reithalle ursprünglich auf die Bedürfnisse des Artillerieregiments zu Pferde ausgelegt, das sie aber nur bis 1934 allein nutzen konnte. Bis 1964 teilte es sich die Kaserne mit dem 27. schweren Feldartillerieregiment „Marche“, danach dann mit dem 1. Fernmelderegiment. Pläne, das Artillerieregiment Voloire nach Vercelli zu verlegen, stießen in der Stadt lange auf erheblichen Widerstand, die 2009 bereits das 3. Bersaglieri-Regiment verloren hatte. 2016 wurde das Artillerieregiment dann bis auf seine berittene Traditionseinheit doch nach Vercelli verlegt.
2009 schlug ein Bombenanschlag gegen die Kaserne fehl. Ein Libyer wollte damit gegen den Krieg in Afghanistan protestieren.